# Escudo de Santa Marta
El escudo de armas de Santa Marta es el emblema heráldico que identifica a la ciudad colombiana de Santa Marta, capital del departamento del Magdalena. 
El escudo, junto con la bandera y el himno, son los principales símbolos oficiales del distrito, forman parte de la imagen institucional de la administración distrital, por lo que son usadas en los actos oficiales, en la papelería oficial y en obras públicas.

## Blasonado
Señalándose por armas y emblema de su nueva dignidad, El Escudo de Santa Marta. En primer plano se observa la imagen de la virgen de la Inmaculada Concepción, defensora de la ciudad, el fondo resplandeciente simboliza la caridad y la nobleza.
En segundo plano, un torreón con sus rayas de sol naciente los que indica que èsta ciudad fue el principio de una floreciente nación, el sol presenta un área dorada que significa la riqueza y realeza de la ciudad, la cual fue portadora de la religión y la cultura.
En tercer plano se muestra el mar Caribe con una barca de cuatro remos enseñándonos el camino abierto al porvenir, representa también la hermosura y generosidad de èstas tranquilas aguas.

## Historia
La ciudad de Santa Marta no tuvo del todo esclarecido su escudo de armas, debido en gran parte a las guerras internas, terremotos, incendios y demás actos que la ciudad soportó durante la conquista e incluso la colonia. El primer escudo que usó la ciudad fue el que se observaba en la casa-fortaleza en Bonda, edificada en 1572 por parte del señor Luis Rojas; dicho blasón fue utilizado anteriormente en el primer fuerte que se construyó en el puerto.
Dado que Santa Marta no contaba con escudo de armas a pesar de ser un puerto importante, el Concejo de Indias en sesión del 22 de diciembre de 1774 dictaminó la siguiente resolución:

Es pues evidente que por haber perdido sus primitivas armas, la ciudad de Santa Marta fue honrada por el Rey de España con la autorización de llevar como blasón la insigne imagen de la inmaculada concepción.

El historiador Ernesto Restrepo Tirado fue el encargado de rastrear los orígenes del escudo samario y le escribió en una carta a Eduardo Bermúdez en el año de 1924 lo siguiente: 

Después de varios años de investigaciones, creo haber reunido datos suficientes acerca del escudo de armas de la ciudad de Santa Marta, tarea más ardua de lo que parece, ya que el mismo don Pedro Torres Lanza, director del archivo de indias y especialista en estos asuntos de heráldica americana no había logrado desentrañarlos.

Para mi no hay duda de que el escudo primitivo fue el que señalé a usted en la fotocopia que le remití del primer fuerte que se levantó en aquel puerto, o sea un barco sobre las olas con cuatro remos y encima un torreón o bastida detrás del cual nace o se oculta el sol.

Desde el mes de mayo de 1929, la Alcaldía de Santa Marta comenzó a usar en su papelería membreteada el escudo del torreón y el barco con cuatro remos por considerarlo el más antiguo de los blasones que ha ostentado la ciudad. Sin embargo, eso dejaba de lado a la Inmaculada Concepción que había sido otorgada por el monarca español en 1774, por lo que a partir de 1951 el gobierno municipal incluyó a la virgen en sus armas, tal cual se encuentra hoy día.

Primer escudo de armas de Santa Marta.
Segundo escudo de armas de Santa Marta.